# 타바르넬레발디페사
타바르넬레발디페사(이탈리아어: Tavarnelle Val di Pesa)는 이탈리아 토스카나주 피렌체현에 있는 코무네다. 피렌체에서 남쪽 25km 거리에 있다.